# Unida en la diversidad

El lema, la bandera y el himno constituyen los símbolos de la Unión Europea

«Unida en la diversidad» es el lema oficial de la Unión Europea. Tiene idéntico estatus oficial y jurídico en los 24 idiomas oficiales de la Unión. También se emplea en muchas ocasiones como versión común la traducción al latín, «In varietate concordia».
Es uno de los símbolos de Europa más recientes, junto con la bandera y el himno pero a diferencia de la mayoría de símbolos, es específico de la UE, en vez de provenir del Consejo de Europa. Fue adoptado en el año 2000 tras ser elegido en un concurso en el que participaron estudiantes de los países miembros de la Unión Europea.
Aunque tras la aprobación del Tratado de Lisboa los símbolos de la Unión Europea no son jurídicamente vinculantes para los países miembros, dieciséis Estados de la Unión han declarado su lealtad a estos símbolos en una declaración anexa al documento, comprometiéndose a su utilización en actos públicos y en todas las sedes y edificios nacionales. También el Parlamento Europeo modificó su reglamento interno a fin de utilizar los símbolos más frecuentemente.

## Significado
Según la Comisión Europea, la divisa hace referencia a cómo las numerosas culturas, tradiciones y lenguas que concurren en Europa, son un activo positivo para el continente. En esta situación, añade también que en la UE los europeos trabajan juntos por la paz y la prosperidad.

## Historia
El lema europeo se adoptó por primera vez en mayo de 2000 como Unida en la diversidad, mediante un proceso no oficial, a saber, un concurso que contó con la participación de 80 000 estudiantes de los 15 países que entonces formaban la Unión Europea (también conocida como UE-15): Alemania, Austria, Bélgica, Dinamarca, España, Finlandia, Francia, Grecia, Irlanda, Italia, Luxemburgo, Países Bajos, Portugal, Reino Unido y Suecia.

### El proyecto de La Prairie
En abril de 1998, el periodista Patrick La Prairie propuso, en el periódico francés Ouest-France, la organización de un concurso de lemas entre estudiantes de secundaria de los entonces 15 Estados miembros de la Unión Europea. La intención de este acontecimiento era conmemorar los 50 años de la famosa  declaración de Robert Schuman, considerado uno de los padres fundadores de la Unión Europea. Esta declaración versaba sobre una comunidad supranacional que devino en la creación de la actual Unión Europea.
En 1998, la Unión Europea tenía ya una bandera y un himno, y estaba a punto de poner en marcha el euro, su moneda; sin embargo, carecía de un lema, y de aquí que se decidiera iniciar el concurso. El periodista La Prairie era el responsable de la escuela de prensa del diario Ouest-France y encontró dos patrocinadores: el museo francés Memorial de Caen sobre la Segunda Guerra Mundial y la entonces compañía pública France Telecom. Asimismo, se añadieron a la iniciativa 40 diarios en Francia y en los demás países miembros de la Unión Europea. Hubo al menos un periódico por país, entre los cuales se encontraban La Repubblica en Italia, Le Soir en Bélgica, el Irish Times en Irlanda, el Berliner Zeitung en Alemania y The Guardian en Reino Unido.
El proyecto se inició oficialmente el 31 de marzo de 1999 con la inauguración de la página web oficial del concurso, que fue denominado Une devise pour l'Europe (Un lema para Europa), gestionado por France Telecom. La web contenía documentación pedagógica, creada por la oficina general del proyecto, situada en el Memorial de Caen. Hubo profesores que supervisaron y tradujeron la documentación y los formularios de inscripción disponibles en los once idiomas oficiales de Europa, además del catalán. La versión en inglés, A motto for Europe, tenía además su propia página web. El eslogan del concurso fue «El único premio será escribir una página en la Historia de Europa».

### La convocatoria: Un lema para Europa
En septiembre de 1999 se convocó el concurso coincidiendo con el inicio del curso escolar, a fin de crear un lema para la Unión Europea. Participaron 80 000 alumnos organizados en 2575 grupos escolares de edades comprendidas entre 10 y 19 años. La regla principal era que el lema debía consistir en una frase de no más de doce palabras, la cual debía acompañarse de una explicación de no más de 1500 caracteres, escrita en el idioma local del grupo. También era necesario incluir una versión en inglés de la explicación, ya que los profesores usaban este idioma para comunicarse entre ellos. El año siguiente se designaron los ganadores nacionales y europeos.
Hasta la fecha límite de la convocatoria, 15 de junio de 2000, se recibieron 2016 lemas. Taylor Nelson Sofres realizó un análisis léxico de esta amalgama de 400 000 palabras para descubrir cuáles fueron los términos más usados por los jóvenes europeos, que fueron: «Europa», «paz», «unidad», «unión», «juntos», «futuro», «diferencia», «esperanza», «solidaridad», «igualdad», «libertad», «diversidad», y «respeto». Este estudio se utilizó posteriormente para realizar la selección nacional del texto por parte del jurado.
Durante el mes de febrero de 2000, las entidades colaboradoras de cada país miembro de la UE-15 seleccionaron los mejores 10 lemas nacionales, para luego remitirlos a un segundo jurado encargado de la selección europea. Estos 142 lemas se tradujeron a los 11 idiomas oficiales europeos.
Los días 11 y 12 de abril de 2000, el Jurado de Prensa Europeo, establecido en el Memorial de Caen, eligió 7 lemas de entre los escogidos en febrero (cada país contaba con una opción de voto). Estos lemas se remitieron al Gran Jurado Europeo en Bruselas.

### Ratificación en el Parlamento Europeo
El 4 de mayo de 2000, casi 500 escolares de quince clases de la UE-15 (los ganadores de cada una de las 15 selecciones nacionales) se reunieron en el Parlamento Europeo en Bruselas para asistir a la proclamación del lema elegido ese día por los 15 miembros del Gran Jurado, incluyendo el excanciller de Austria Franz Vranitzky, la exministra de Asuntos Exteriores de Italia Susanna Agnelli, el exastronauta belga Dirk Frimout, el exministro de Asuntos Exteriores de Dinamarca Uffe Ellemann-Jensen, el historiador luxemburgués Gilbert Trausch, la expresidenta del Bundestag de Alemania Rita Süssmuth, la senadora irlandesa Mary Henry, el expresidente de la Comisión Europea británico Roy Jenkins y el expresidente de la Comisión Europea francés Jacques Delors.
El lema se mostró sobre fondo azul detrás de la 24.ª presidenta del Parlamento Europeo Nicole Fontaine. Unité dans la diversité, en francés Unida en la diversidad se tradujo a los once idiomas oficiales de la UE y al latín, In varietate concordia, como expresó la presidenta Nicole Fontaine. Este lema fue concebido por los jóvenes luxemburgueses y modificado por el presidente Delors, quien colocó «Europa:» precediendo al lema.
Dado que todavía debía ser ratificado oficialmente por los quince jefes de Estado del Consejo Europeo en Santa Maria da Feira (Portugal) los días 19 y 20 de junio de 2000, la presidenta Nicole Fontaine expresó: «Deseo que se convierta en el lema de todas las instituciones, de la misma forma que tenemos una bandera y un himno».
Los seis lemas que se rechazaron finalmente fueron «Paz, Libertad, Solidaridad», «Nuestras diferencias son nuestra fuerza», «Unidos por la paz y la democracia», «Unidos en libertad», «Un viejo continente, una nueva esperanza», y «¡Todos diferentes, todos europeos!».
Lemas parecidos ya existían en otros países del mundo. Bhinneka Tunggal Ika, en antiguo javanés (Unidos en la diversidad, en castellano), ha sido el lema de Indonesia desde 1945 y el 27 de abril de 2000 una Sudáfrica post-apartheid adoptó un lema similar. El lema !ke e: ǀxarra ǁke, en idioma bosquimano (una lengua joisana extinguida), también se traduce como Unidad en la diversidad.

### Discurso en el Consejo Europeo
El 19 de junio de 2000, en Santa Maria da Feira (Portugal), Nicole Fontaine concluyó su discurso oficial de inauguración de la cumbre del Consejo Europeo con la introducción del lema de la Unión Europea:

A la espera de que concluya una reflexión mucho más amplia sobre el futuro de una Europa de los 28, estos ciudadanos necesitan ideas claras: instituciones inteligibles y duraderas que garanticen la unidad en la diversidad, por citar la divisa adoptada hace varias semanas por 80 000 jóvenes de nuestros países.

### Constitución Europea

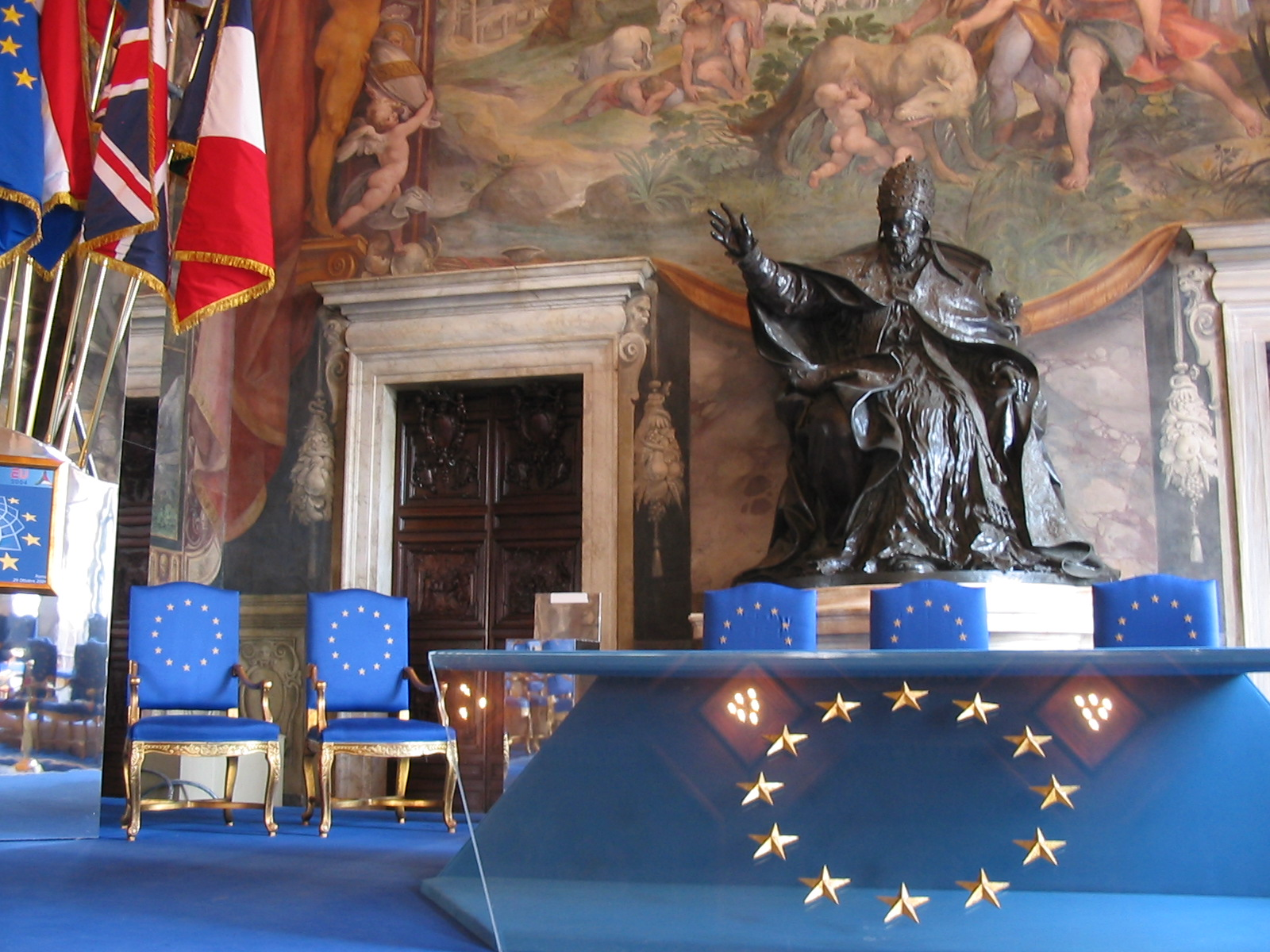
Sala de los Museos Capitolinos donde se firmó el tratado por el que se establecía una Constitución para Europa.

En 2004 la Unión Europea se basaba en los tratados constitutivos (Tratado de París, mientras existió la Comunidad Europea del Carbón y del Acero, y los Tratados de Roma) y los tratados y actas que los modifican (Bruselas, Acta Única Europea, Maastricht, Ámsterdam, Niza y los sucesivos Tratados de Adhesión) que fijan sus normas de funcionamiento y actuación. 
En ese año, se propuso un nuevo documento, el Tratado por el que se establece una Constitución para Europa o Tratado constitucional, cuyo objetivo sería reemplazar dichos tratados y sería similar a la constitución de un país. El texto incorporaba el Artículo I-8, sobre los símbolos de la Unión:

Artículo I-8
Símbolos de la Unión

La bandera de la Unión representa un círculo de doce estrellas doradas sobre fondo azul.

El himno de la Unión se toma de la «Oda a la Alegría» de la Novena Sinfonía de Ludwig van Beethoven.

La divisa de la Unión es «Unida en la diversidad».

La moneda de la Unión es el euro.

El Día de Europa se celebra el 9 de mayo en toda la Unión.

El tratado fue sometido a referéndum obteniendo resultados distintos, y mientras en España los electores lo aprobaron con una baja participación (44 %), en Francia y Holanda con una alta participación (69 y 63 %, respectivamente) fue rechazado, lo que provocó una crisis institucional europea estancando así el proyecto, que finalmente sería retomado tres años después con diversas modificaciones bajo la forma de un tratado.

### Día de Europa de 2005
El 9 de mayo de 2005, la Comisión Europea emitió artículos promocionales como una tarjeta postal mostrando los símbolos de Europa: la bandera, el himno, el lema (ahora Unida en la diversidad) y el día de Europa. Solo faltaba la moneda europea, que estaba incluida en el Tratado de 2004, pero todavía no era constitucional. El cartel del día oficial de Europa también empleó el lema Unida en la diversidad.
El mismo día, 1000 jóvenes proclamaron el nuevo lema Unie dans la diversité en el Memorial de Caen como celebración del quinto aniversario. Esta frase aparece escrita en el proyecto de Constitución Europea, que sin embargo fue rechazada por referéndum pocos días después.

### Tratado de Lisboa

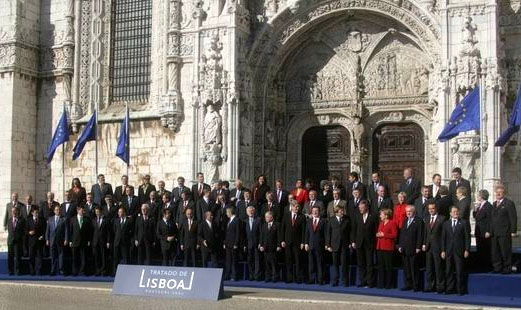
Ceremonia de firma del Tratado de Lisboa en el Monasterio de los Jerónimos de Belém.

En 2007, el Tratado de Lisboa no contenía ningún artículo dedicado a los símbolos de la Unión Europea. Conservó gran parte del contenido del tratado de 2004, pero omitía los artículos que definían los símbolos de Europa, a saber: la bandera, el himno y el lema. Sin embargo, sí que incluía una declaración de algunos países que reconocían dichos símbolos. En respuesta a la omisión de los símbolos en el texto principal del tratado, el Parlamento Europeo tomó la iniciativa al usarlos en primer lugar.
El Parlamento modificó su reglamento interno a fin de utilizar los símbolos más frecuentemente. En el caso del lema, se imprimiría en todos los documentos del Parlamento.

## Uso del lema

Estados que firmaron la declaración anexa al TL por el que afirmaban su lealtad a los símbolos europeos:
Firmantes (16).
No firmantes (11).

Tras la aprobación del Tratado de Lisboa, el lema de la Unión así como la la bandera, el himno o el Día de Europa, no son jurídicamente vinculantes para los países miembros. Pese a esto, dieciséis Estados de la Unión han declarado su lealtad a estos símbolos en dicho Tratado, en una declaración anexa, comprometiéndose a su utilización en actos públicos y edificios institucionales.
Desde que fuera introducido en la inauguración del Consejo de Europa en Portugal del año 2000 por Nicole Fontaine, el lema ha sido empleado por varios representantes europeos en sus discursos en Estrasburgo, entre ellos el presidente de la Comisión Europea Romano Prodi el 4 de julio de 2001 «Nuestra verdadera fuerza es la unidad en la diversidad», el ponente italiano Giorgio Ruffolo el 4 de septiembre de 2001 «Por eso, como lema del informe se ha elegido la frase "unidad de la diversidades"», el miembro austríaco del Parlamento Europeo Paul Rübig el 10 de abril de 2002 «Europa representa, en efecto, la unidad en la diversidad» o el miembro español del Parlamento Europeo Raimon Obiols i Germà el 4 de septiembre de 2003 «Ayer el Presidente de la Convención Europea concluía sus palabras evocando un futuro lema europeo: unidos en la diversidad».
También, además de en los documentos oficiales de la Unión Europea, el lema ha aparecido en varias ocasiones en los carteles que la Comisión publica cada año con motivo del Día de Europa.

## Traducciones oficiales
El lema original en francés Unité dans la diversité se tradujo a los otros 10 idiomas oficiales de la UE y al latín cuando se proclamó oficialmente el lema de Europa el 4 de mayo de 2000. Posteriormente, el lema se tradujo a los 23 idiomas para los cuales existía traducción de la Constitución Europea el 29 de octubre de 2004 (el tratado, y por tanto el lema, se tradujo oficialmente al búlgaro y al rumano a pesar de que no se adhirieron hasta tres años después; el irlandés no formó parte de las traducciones originales hasta que se convirtió en idioma de la UE en 2007):
- Alemán: In Vielfalt geeint[38]
- Búlgaro: Обединен в многообразието[39]
- Checo: Jednotná v rozmanitosti[40]
- Danés: Forenet i mangfoldighed[41]
- Eslovaco: Zjednotení v rozmanitosti[42]
- Esloveno: Združena v raznolikosti[43]
- Español: Unida en la diversidad[1]
- Estonio: Ühinenud mitmekesisuses[44]
- Finés: Moninaisuudessaan yhtenäinen[45]
- Francés: Unie dans la diversité[46]
- Griego: 'Eνωμένη στην πολυμορφία[47]
- Húngaro: Egység a sokféleségben[48]
- Inglés: United in diversity[49]
- Irlandés: Aontaithe san éagsúlacht[50]
- Italiano: Unita nella diversità[51]
- Latín: In varietate concordia[37]
- Letón: Vienota dažādībā[52]
- Lituano: Suvienijusi įvairovę[53]
- Maltés: Magħquda fid-diversità[54]
- Neerlandés: In verscheidenheid verenigd[55]
- Polaco: Zjednoczona w różnorodności[56]
- Portugués: Unida na diversidade[57]
- Rumano: Uniți în diversitate[58]
- Sueco: Förenade i mångfalden[59]